# Antisocial
Antisocial is een muziekalbum van de britse band Radio Massacre International. Het is een livealbum opgenomen tijdens het concert van 10 juni 2005 te Leeds in The Venue, Brudenell Social Club. Het concert vond plaats in het kader van Awakenings, een serie concerten op het gebied van elektronische muziek. Het album is uitgebracht op hun eigen label Northern Echoes, de muziek is/was niet geschikt voor een commerciële uitgave. De geluidskwaliteit is desalniettemin goed. De band gaf als reden voor de titel op, dat ze behoorlijk hard speelden en dat voor anderhalf uur continu achter elkaar. Ze verontschuldigt zich voor het feit dat de opnamen zo lang op uitgave hebben moeten wachten (meestal komen privéopnamen sneller uit).

## Musici
- Steve Dinsdale, Duncan Goddard, Gary Houghton - synthesizers, gitaar, basgitaar

## Composities
De tracks bestaan uit improvisaties, die continu achter elkaar gespeeld worden:

| Nr. | Titel                                | Duur  |
| --- | ------------------------------------ | ----- |
| 1.  | Percussive maintenance               | 17:36 |
| 2.  | Loose metal compound                 | 5 :30 |
| 3.  | Coppers in the jar for soundproofing | 15:07 |
| 4.  | For longer than it takes             | 17:06 |